# Rogelio Marcelo
Rogelio Marcelo est un boxeur cubain né le 11 juin 1965 à Guantánamo.

## Carrière
Il devient champion olympique aux Jeux de Barcelone en 1992 dans la catégorie mi mouches après sa victoire en finale contre le Bulgare Daniel Petrov. Marcelo remporte également au cours de sa carrière amateur deux médailles d'argent aux championnats du monde de Moscou en 1989 et de Sydney en 1991 et la médaille d'or aux Jeux panaméricains de La Havane en 1991.

## Parcours auxJeux olympiques
Jeux olympiques d'été de 1992 à Barcelone (poids mi-mouches) :
- Bat Mfamasibili Mnisi (Swaziland) par arrêt de l'arbitre au 3e round
- Bat Erdenentsogt Tsogtjargal (Mongolie) 14-2
- Bat Rafael Lozano (Espagne) 11-3
- Bat Roel Velasco (Philippines) par arrêt de l'arbitre au 1er round
- Bat Daniel Petrov (Bulgarie) 24-10